# 石毛忠
石毛 忠（いしげ ただし、1938年 - ）は、日本の歴史学者、思想史学者。防衛大学校名誉教授。専門は、日本政治思想史・日本史学思想史。
千葉県出身。東北大学文学部日本思想史学科卒業、同大学院博士課程満期退学。東北大学文学部助手、大東文化大学講師を経て、1977年から2004年まで防衛大学校人文社会科学群教授をつとめ、同名誉教授。
2013年瑞宝中綬章受章。

## 共編著
- 『伝統と革新』編著 ぺりかん社 2004
- 『日本思想史辞典』山川出版社 2009

今泉淑夫,笠井昌昭,原島正,三橋健共編　
- 『日本思想史事典』石田一良共編 東京堂出版 2013